# Лёцбойрен
Лёцбойрен (нем. Lötzbeuren) — община в Германии, в земле Рейнланд-Пфальц. 
Входит в состав района Бернкастель-Витлих. Подчиняется управлению Трабен-Трарбах.  Население составляет 479 человек (на 31 декабря 2010 года). Занимает площадь 10,20 км².

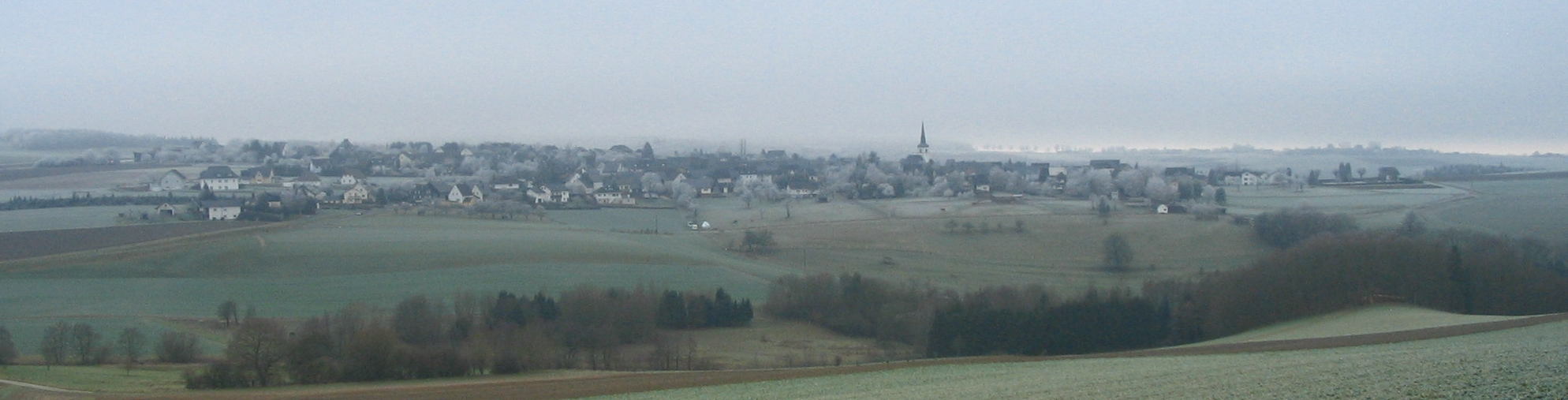
Лёцбойрен